# John Bonham
John Henry Bonham, detto Bonzo (Redditch, 31 maggio 1948 – Windsor, 25 settembre 1980), è stato un batterista e compositore britannico.
È considerato uno dei più grandi e influenti batteristi della storia della musica rock. Il suo stile, basato su un'alchimia di estro e aggressività, creatività e tecnica, ha contribuito a innovare e stravolgere il modo di concepire la batteria e le percussioni: i nove album che compongono la discografia dei Led Zeppelin, caratterizzati dalle architetture percussionistiche di Bonham, costituiscono tuttora una delle basi su cui si fonda la batteria nel rock e nell'hard rock. Per questo motivo nel 2011, a seguito di un sondaggio condotto tra i lettori, Rolling Stone lo ha insignito del titolo di "miglior batterista rock di tutti i tempi", collocandolo al primo posto nella sua personale classifica; medesimo risultato hanno raggiunto i sondaggi condotti nel corso degli anni da fanzine e riviste specializzate come Rocklist, Stylus Magazine, Modern Drummer, Gigwise e altri.

## Biografia

### Infanzia, adolescenza e primi approcci con la musica (1948-1968)
John Bonham nacque il 31 maggio 1948 da Joan e Jack Bonham. A 5 anni Bonham desiderava già una batteria, ed iniziò con un piccolo drum kit fatto di lattine di caffè, imitando i suoi idoli Buddy Rich e Gene Krupa. A 10 anni sua madre Joan gli regalò il suo primo rullante. A 15 anni suo padre gli regalò un drum kit della Premier Percussion. Bonham non prese nessuna lezione di batteria, si limitò a chiedere consiglio ad altri batteristi della sua città. Tra il 1962-1963 entrò a far parte dei Blue Star Trio (un gruppo creato con amici di scuola) ed i Gerry Levene & the Avengers.
Nel 1964 terminata la scuola andò a lavorare con suo padre come falegname apprendista e suonava in varie band locali. Nello stesso anno Bonham entrò a far parte di una band semi-professionale chiamata Terry Webb and the Spiders, e nello stesso periodo incontrò la sua futura moglie Pat Phillips. Entrò a fare parte anche in band come The Nicky James Movement e The Senators (che ebbe anche un discreto successo col singolo She's a Mod). E così divenne un batterista a tempo pieno.
Entrò a far parte dei Crawling King Snakes, con un giovane Robert Plant al microfono. Bonham e Plant divennero amici e non persero i contatti anche dopo che la band si sciolse, così nel 1968 venne invitato nella nuova band di Plant chiamata Band Of Joy e lui accettò. Bonham incontrò non poche difficoltà nella sua carriera da batterista perché veniva inevitabilmente ritenuto troppo rumoroso, e per un periodo i locali della sua zona giunsero addirittura a non far suonare "gruppi che avessero John Bonham alla batteria".
Nonostante l'ambiente rurale dove crebbe, Bonham non trascurò mai la sua travolgente passione per i tamburi, anche a costo di venir meno a promesse fatte; quando la sua ragazza, Pat, rimase incinta, andò a vivere con lei in una roulotte: nonostante le avesse promesso di lasciare la batteria per cercarsi un lavoro, pur iniziando a lavorare e persino smettendo di fumare per arrivare a sbarcare il lunario, continuò comunque a dedicarsi anima e corpo, con caparbietà quasi maniacale, al culto delle percussioni e alla personale idea di sound che andava ricercando.

### La consacrazione e gli eccessi con i Led Zeppelin (1968-1980)

La runa scelta da John Bonham per il disco Led Zeppelin IV del 1971.

Nell'ottobre del 1968 i Led Zeppelin registrano in sole trenta ore il loro primo album, dal titolo omonimo. È l'inizio, per Bonham, della scalata verso il successo mondiale. Personaggio bizzarro, Bonham trascorse tutti gli anni settanta vivendo di eccessi. All'inizio della carriera, John era talmente mansueto da venire soprannominato "Bonzo" come un monaco Buddista; il lavoro con gli Zeppelin lo costrinse a vivere lontano dalla famiglia, che amava profondamente, e questo provocò in lui un vero shock, perché da ragazzo della campagna inglese quale era, si ritrovò a essere una superstar acclamata da milioni di persone, perennemente in viaggio lontano da casa. In particolare, fu per lui un duro colpo l'anno in cui gli Zeppelin si trasferirono in esilio fiscale negli Stati Uniti a causa delle leggi economiche inglesi.
In breve, Bonham sviluppò a dismisura la sua già intensa dedizione agli alcolici, con risvolti a cavallo tra il tragico e il comico. I roadies e gli stessi membri del gruppo raccontano che, una volta ubriaco, il batterista era preda di violenti cambiamenti di personalità al punto da guadagnarsi il soprannome The Beast (La Bestia). A farne regolarmente le spese erano stanze d'albergo, locali, camerini e ignari malcapitati che osavano tentare di riportarlo alla ragione. Per questo, da un certo momento in poi, gli altri membri del gruppo iniziarono a prenotare negli alberghi in cui si recavano delle stanze apposite, non note al batterista, ove trovare riparo in attesa che la sbornia gli passasse.
Bonham non era solito rendersi protagonista di particolari danni, quando andava da solo per locali, dopo i concerti, dove semplicemente si sedeva a bere. I problemi cominciavano quando veniva seguito dalla banda dei roadies o accompagnato dal famigerato Richard Cole, tour manager e factotum dei Led Zeppelin per dieci anni: le serate si concludevano inevitabilmente con risse, orge, alberghi devastati, locali puntualmente sfasciati e depravazioni di ogni genere. Per il resto John Bonham amava la quiete familiare e la placida campagna inglese, e quando non era in tour viveva ritirato nella sua fattoria e trascorreva lunghe ore al pub del suo paese. Amava molto le auto e le moto: il suo garage poteva vantare decine di pezzi unici o rari, acquistati in giro per gli Stati Uniti e la Gran Bretagna durante i vari tour del gruppo.

### La morte
È morto il 25 settembre 1980, nel periodo in cui i Led Zeppelin stavano progettando il ritorno sulla scena, quando si recò, più ubriaco del solito, nella villa di Page a Windsor per le prove, durante le quali continuò a bere. Essendo troppo alterato per continuare a suonare, venne trasportato in una stanza e lasciato là a dormire. Benji LeFevre (che aveva rimpiazzato Richard Cole come manager del tour dei Led Zeppelin) e John Paul Jones lo ritrovarono morto la mattina successiva, soffocato dal suo stesso vomito. Bonham aveva solo 32 anni.

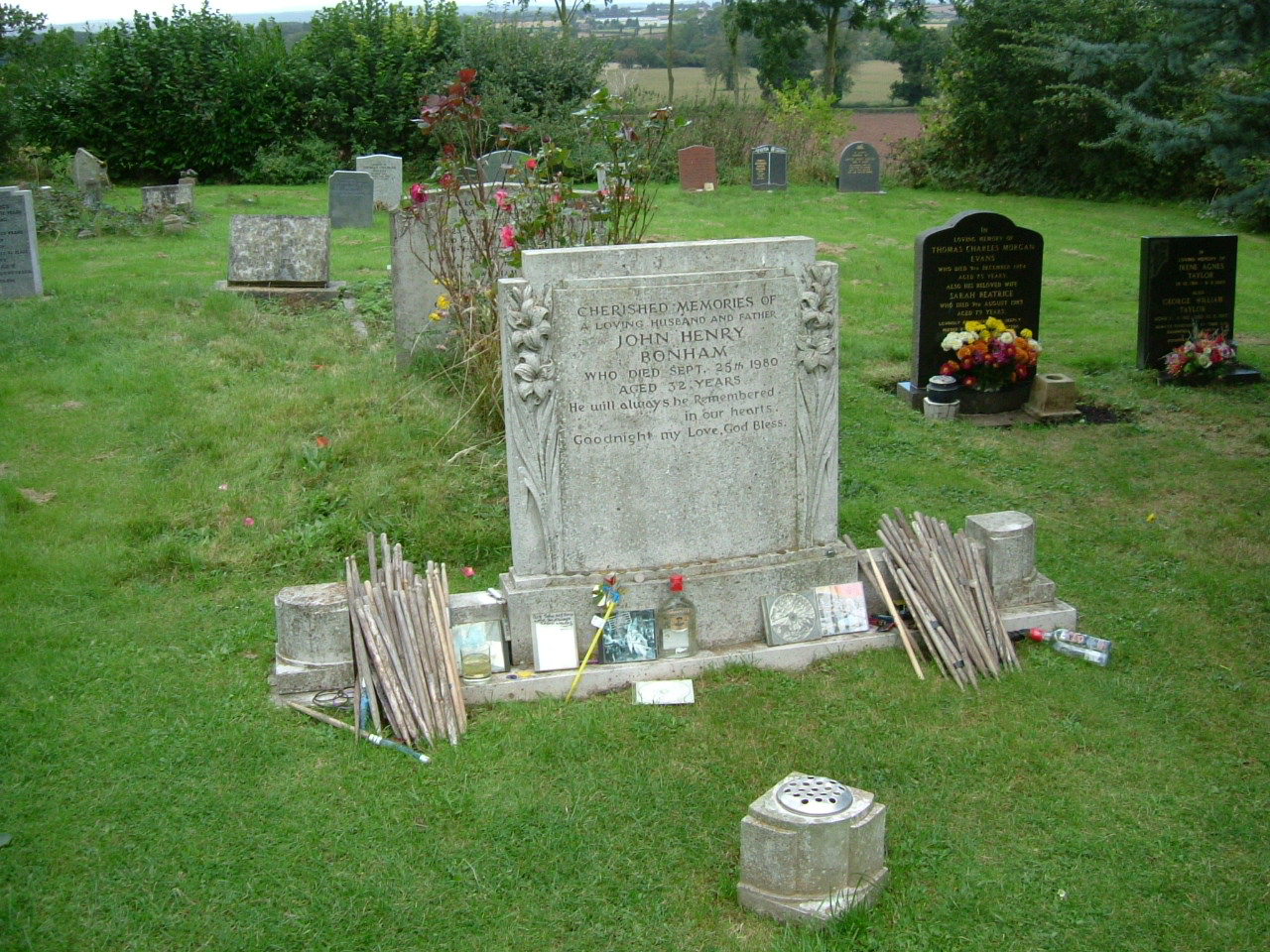
La tomba di John Bonham a Rushock

I Led Zeppelin, Jimmy Page in primis, decisero che senza di lui non potevano andare avanti. Il 4 dicembre 1980 il gruppo diramò la notizia del suo definitivo scioglimento mediante il seguente comunicato stampa:
(Led Zeppelin)
Dalla metà degli anni ottanta, il gruppo si è ritrovato in alcune rare occasioni: le circostanze hanno riguardato ragioni di beneficenza - come il Live Aid del 1985 con Phil Collins e Tony Thompson alla batteria - o di celebrazione, come per il quarantennale dalla fondazione della Atlantic Records, o per l'introduzione dei Led Zeppelin nella Rock and Roll Hall of Fame, questa volta con Jason Bonham, figlio di Bonzo, dietro i tamburi.
John Bonham riposa nel cimitero della chiesa di Saint Michael, a Rushock.

## Stile musicale e strumentazione

### Stile
La rivista Rolling Stone ha definito John Bonham come il più grande batterista rock di tutti i tempi; si tratta di una attribuzione che gli viene riconosciuta in modo pressoché unanime, e non tanto per la sua tecnica quanto per le enormi innovazioni da lui apportate in ambito batteristico.
Ha imparato a suonare ascoltando i suoi miti, tra cui Buddy Rich e Ginger Baker, e assimilando le sensazioni trasmessegli da ignoti batteristi che sentiva suonare in vecchi dischi soul. La sua conoscenza musicale, dal punto di vista teorico, si arrestò nel momento in cui inizia a suonare con i gruppi:
(John Bonham)
Il suo stile era estremamente incisivo e, soprattutto, personale: il suo modo di approcciare la batteria in senso creativo e musicale ha rappresentato una svolta radicale nella musica rock, consacrando definitivamente il potenziale solista di uno strumento fino ad allora relegato, salvo rarissimi casi, a semplice mezzo di accompagnamento ritmico.
Sebbene autodidatta, aveva una grande tecnica e ha creato dei grooves assai attuali e che, a oltre quarant'anni di distanza, continuano a influenzare batteristi di ogni genere.
Racconta lo stesso Bonham come all'inizio gli capitasse molto spesso di rompere le pelli, per ottenere il suono che voleva. La svolta giunse quando scoprì che foderando l'interno dei suoi tamburi di carta stagnola riusciva a ottenere una maggiore risonanza, fin quando non trovò il suo modo per accordare le pelli e di colpirle con una certa inclinazione: così facendo riusciva a conferire estrema potenza al suono anche con un colpo di ordinaria intensità. Da notare anche la sua predilezione per batterie vintage con meccaniche ossidate, caratteristica che donava al suono compattezza e ne risaltava le armoniche basse;
Il fattore della particolare accordatura delle pelli e dell'inclinazione delle bacchette e del polso durante l'assestamento del colpo erano alla base del suono unico e perfettamente riconoscibile che Bonham produceva: come ha ricordato Dave Mattacks, batterista dei Fairport Convention,
(Dave Mattacks)
Non aveva, per sua stessa ammissione, una particolare passione per i piatti, e nel primo periodo utilizzò addirittura un solo timpano da batteria. La cosa più particolare del suo set, però, erano i bongo nel primo periodo e timpani sinfonici successivamente, sempre collocati alla sua sinistra; questo, assieme alle sue accortezze nell'accordatura delle pelli e al suo tocco inimitabile, gli permetteva di ottenere un suono che lui stesso definiva "monumentale", caratterizzato da estrema potenza ed eccezionale risonanza:
(Roger Taylor)
Aveva la grande capacità di passare da un suono potente e aggressivo (Dazed and Confused, Rock and Roll, Immigrant Song, Black Dog) a un tocco raffinato e melodico (apprezzabile in brani come Since I've Been Loving You o The Lemon Song). Il groove eseguito nel brano Fool In The Rain, considerato assai innovativo per i suoi tempi, è tuttora oggetto di studio da parte di molti batteristi per via dell'estrema cura prestata all'espressione sonora.
Celeberrima inoltre Moby Dick, brano strumentale dove Bonham esegue un assolo di batteria divenuto leggendario. Tale assolo divenne rapidamente uno dei momenti cardine nelle esibizioni dal vivo dei Led Zeppelin, tanto amato dai fan al punto da risultare una delle poche presenze fisse nelle scalette durante l'intera storia del gruppo: la ragione di ciò, prima che nella teatralità delle sue costruzioni tamburistiche, è da riscontrarsi principalmente nell'armonia, nella timbrica e nell'inconfondibile sonorità che conferiva alle sue improvvisazioni, fino ad allora ritenute impensabili da concepire con uno strumento dal suono "sordo" come la batteria.
Ottime testimonianze dell'incredibile impatto visivo, oltre che sonoro, del batterista, sono contenute nei video The Song Remains the Same e nel recente Led Zeppelin DVD del 2003, da cui emergono con sconcertante evidenza tanto la sua tecnica quanto - soprattutto - la sua creatività e la sua musicalità: proprio in virtù di questo concetto accadeva spesso che Bonham, nella furia dell'improvvisazione, gettasse via le bacchette e continuasse picchiando a mani nude sulle pelli e sui piatti per conferire uno stile più fisicamente percussivo al suo sound.
La grande innovazione concettuale apportata da "Bonzo" risiede proprio nell'aver stravolto il modo di concepire la percussione, incentrata per la prima volta sul timbro e sulla musicalità del colpo stesso e dell'insieme piuttosto che sulla tecnica, delineando gran parte degli stili caratteristici della batteria contemporanea.

### Drumset
Agli esordi, Bonham era solito usare batterie Premier. Nella seconda metà degli anni sessanta venne introdotto alle batterie Ludwig dal batterista Carmine Appice dei Vanilla Fudge: dopo averne apprezzato la fattura, il suono e la risonanza, Bonham deciderà di mantenersi fedele alla scelta delle Ludwig nel corso di tutta la sua carriera.

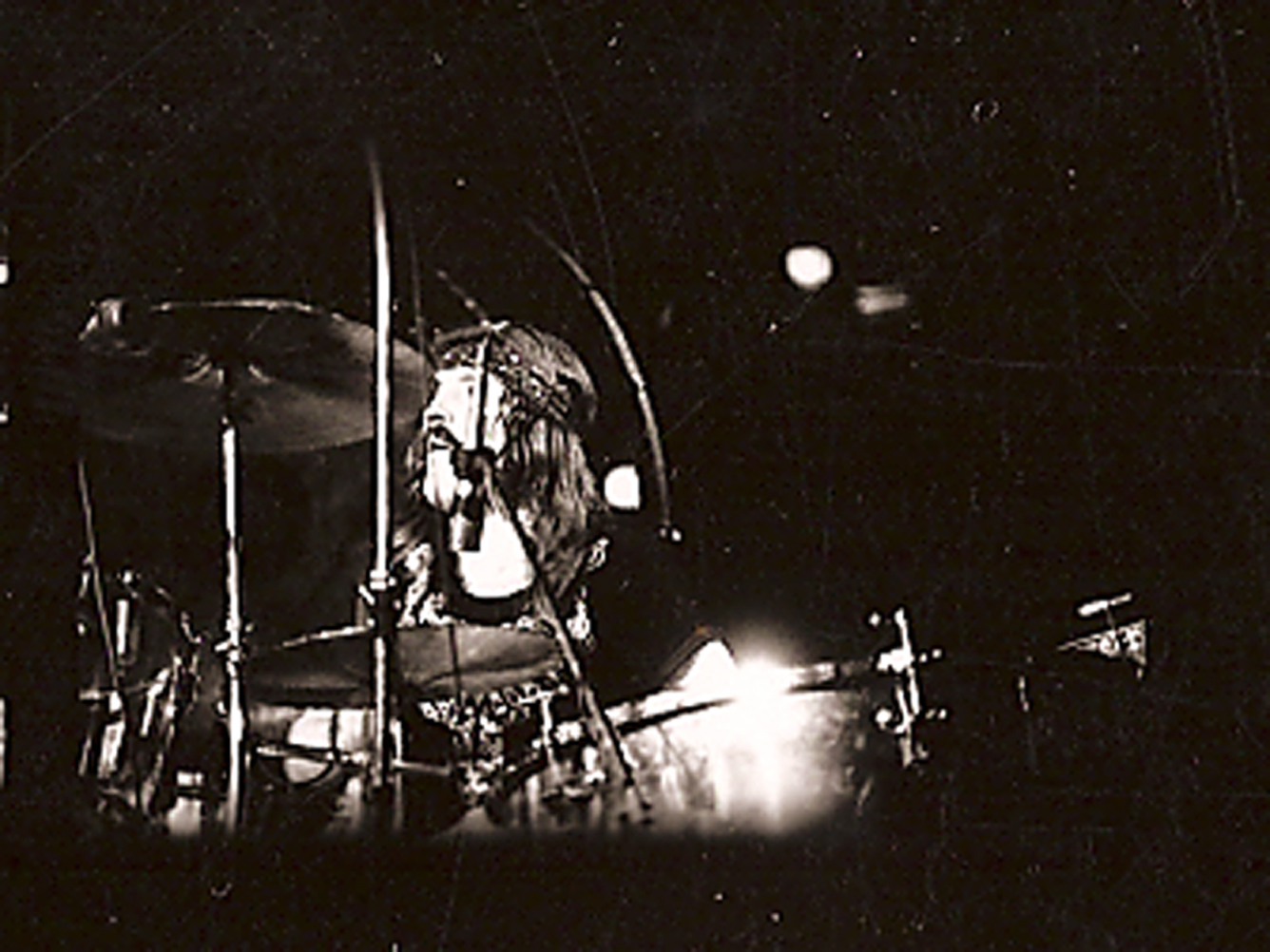
Performance di Bonham con i Led Zeppelin al Madison Square Garden, nel 1973

Dal vivo Bonham era solito fare uso di una gamma piuttosto ampia di batterie, anche se per lo più delle stesse misure. Dal 1970 in poi fece ricorso a una grancassa 14×26ʺ la quale, viste le dimensioni considerevoli, risultò essere il pezzo più caratteristico del suo set: nondimeno è arrivato a utilizzare timpani di dimensioni 16×16ʺ o 16×18ʺ, e in determinate esibizioni dal vivo un timpano 18×20ʺ, occasionalmente variando i tom-tom con misure da 10×14ʺ, 12×14ʺ e 12×15ʺ.
1969-1970 - Studio e Live
- 14x12ʺ Tom (montato su un reggirullante)
- 16×16ʺ Timpano
- 18×16ʺ Timpano
- 26x14ʺ Cassa

Per un brevissimo lasso temporale Bonham ha anche utilizzato una doppia cassa, visibile nel promo video di Communication Breakdown, cui non ha comunque mai fatto ricorso né in studio né dal vivo. Il set con doppia cassa fu utilizzato una sola volta agli esordi, durante un tour con i Vanilla Fudge e includeva anche un timpano da 20ʺ.
1970-1973 - Studio e Live
- Ludwig Green Sparkle
  - 10×14ʺ Tom (montato su una Rail Consolette)
  - 16×16ʺ Timpano
  - 16×18ʺ Timpano
  - 14×26ʺ Cassa
  - 6.5×14ʺ Rullante Ludwig Chrome Supraphonic 402
  - 29ʺ Timpano Machine (dal 1972 in poi)
  - 29ʺ 32ʺ Timpano Universal (dal 1972 in poi)
  - Pedale Ludwig Speed King

Stando a quanto da lui stesso dichiarato al resto del gruppo, la Green Sparkle era il set da lui preferito e dal suono a lui più congeniale, al punto da essere scelto per la registrazione di tutti i dischi da Led Zeppelin IV in poi, eccezion fatta per Presence, per la registrazione del quale ha fatto ricorso al Ludwig Silver Sparkle set.
1973-1975 - (The Song Remains The Same)
- Ludwig Ambra Vistalite
  - 10×14ʺ Tom
  - 16×16ʺ Timpano
  - 16×18ʺ Timpano
  - 18×20ʺ Timpano
  - 14×26ʺ Cassa
  - 6.5×14ʺ Rullante Ludwig Chrome Supraphonic 402
  - 29ʺ Timpano Machine
  - 29ʺ 32ʺ Timpano Universal
  - Pedale Ludwig Speed King

Sembra che Bonham avesse sempre con sé una cassa di ricambio, in questo periodo, vista una certa tendenza alla rottura della stessa.
Tournée 1977-1980
- Ludwig Stainless Steel
  - 12×15ʺ Tom (Montato su una Rail Consolette)
  - 16×16ʺ Timpano
  - 16×18ʺ Timpano
  - 14×26ʺ Cassa
  - 6.5×14ʺ Rullante Ludwig Chrome Supraphonic 402 - Cordiera 42 (vs.20)[12]
  - 29ʺ Timpano Machine
  - 29ʺ 32ʺ Timpano Universal
  - Pedale Ludwig Speed King

#### Piatti
Bonham ha fatto esclusivamente ricorso a piatti Paiste; non era comunque un grande estimatore del suono dei piatti, trovando più stimolante il suono che si poteva ricavare dalla pelle di un tamburo.
A partire dal 1970, i suoi drumsets includevano piatti Paiste Giant Beat.
In studio:
- 15" sound edge hi-hats
- 24" 2002 ride
- 18" crash
- 18" medium crash

Dal vivo:
- 15" 2002 Sound Edge Hi-Hats
- 24" 2002 Ride
- 18" 2002 medium crash
- 16" 2002 medium crash
- 36-38" Symphonic Gong

#### Pelli
Bonham ha utilizzato pelli Remo nel corso di tutta la sua carriera.

#### Pedali
Il pedale Ludwig Speed King, con la molla ad alta tensione, ha accompagnato costantemente Bonham nei suoi vari kit batteristici. Le sue celeberrime terzine di cassa - eseguite in modo intercambiabile con doppie e singole e divenute un vero e proprio marchio di fabbrica dopo essere state rese celebri nel pezzo Good Times Bad Times - venivano suonate mediante l'utilizzo di un singolo pedale: a differenza di molti batteristi suoi contemporanei, Bonham preferiva non utilizzare la doppia cassa.
È possibile sentire il cigolio del pedale in varie registrazioni, in particolare nell'introduzione strumentale di Since I've Been Loving You ma anche in The Ocean, The Rain Song, Houses of the Holy, Ten Years Gone, Bonzo's Montreux, All My Love e nella versione dal vivo di I Can't Quit You Baby presente in Coda e nel Live at the Royal Albert Hall 1970, tratto da Led Zeppelin DVD.
Jimmy Page ha avuto modo di commentare:

## Discografia

### Discografia dei Led Zeppelin
Album studio
- 1969 - Led Zeppelin
- 1969 - Led Zeppelin II
- 1970 - Led Zeppelin III
- 1971 - Led Zeppelin IV
- 1973 - Houses of the Holy
- 1975 - Physical Graffiti
- 1976 - Presence
- 1979 - In Through the Out Door
- 1982 - Coda